# Simulium larvipilosum
Simulium larvipilosum es una especie de insecto del género Simulium, familia Simuliidae, orden Diptera.
Fue descrita científicamente por Okazawa, 1984.